# Bernardito Cleopas Auza
Mons. Bernardito Cleopas Auza (* 10. června 1959, Talibon, Bohol) je filipínský katolický kněz, arcibiskup a vatikánský diplomat, který je v současnosti apoštolským nunciem při Evropské unii.

## Stručný životopis
Po maturitě studoval ve filipínském semináři v Tagbilaranu, a následně na Univerzitě svatého Tomáše v Manile, kde v roce 1981 získal licenciát z filosofie a v roce 1986 licenciát z teologie a master z pedagogiky. Roku 1985 přijal kněžské svěcení, studoval tak v Římě na Angelicu, kde roku 1989 získal licenciát kanonického práva a roku 1990 doktorát z teologie. Zároveň se připravoval na diplomatickou službu na Papežské církevní akademii.

### Diplomatická kariéra
Od roku 1990 pracoval na nunciaturách na Madagaskaru, v Bulharsku a v Albánii, v letech 1999-2006 působil na Státním sekterariátu a v letech 2006-2008 na Stálé misi Svatého Stolce při Organizaci spojených národů. V roce 2008 jej papež Benedikt XVI. jmenoval arcibiskupem a nunciem na Haiti (2008–2014). Následně působil jako stálý pozorovatel Svatého Stolce při Organizaci spojených národů a Organizaci amerických států (2014-2019), pak jako nuncius ve Španělsku a v Andoře (2019–2025). Dne 22. března 2025 jej papež František jmenoval  apoštolským nunciem při Evropské unii.